# Antoni Reynés Font
Antoni Reynés Font (Palma, 1888-1952). Odontòleg.
El 1905 obtingué el títol de batxillerat. L'any 1909 es va titular d'odontologia a la Facultat de Medicina de Madrid. Va fer pràctiques al gabinet del doctor Bernardino Landete i va perfeccionar estudis a "L'Ecole Française de Stomatologie" que dirigia el doctor Cruet a Paris. També es llicencià en Medicina a la Universitat de Valladolid el 1912, encara que sempre va fer de dentista. El 1914 es casà amb Margalida Ripoll Fargas.
Aviat es posà al front de la Clínica Odontolbgica per a pobres, un servei que creà l'Ajuntament de Ciutat la primera dècada del segle. També fou dentista de l'Associació de la Premsa de Balears, encara que es dedicà sobretot a exercir com a metge estomatòleg al seu despatx de la Rambla de Palma. Va ser tresorer (1923-1926) i president (1926-1929) del Cercle Odontològic de Palma i vocal de la Federación Odontológica Española (1926). Més endavant va ser vicepresident (1930-32), vocal (1932-34) i president (1941-1952) del Col·legi Oficial d'Odontòlegs de Balears.
Va ser President d'Honor, en representació de Mallorca, en el Primer Congrés d'Odontòlegs de Llengua Catalana celebrat a Palma l'estiu de l'any 1932, que coincidí amb el VII Congrés de Metges de Llengua Catalana. Llavors es decidí crear l'Associació General d'Odontòlegs de Llengua Catalana. Foren nomenats com a president el Dr. Joan Carol i com a vicepresident el mallorquí Josep Forteza-Rey.
Publicà la memòria "Perforaciones de la bóveda palatina y el velo del paladar" (Madrid, 1909) i "Clínicas dentales de beneficiencia", al diari "La Almudaina" (Palma, 1913). Fou membre del Consell de Redacció de la "Revista Balear de Ciencias Médicas" (1917).
Antoni Reynés també signà el manifest de resposta als catalans de l'any 1936, la pertinent "contra-resposta" i la seva adhesió al Moviment el dia 18 de setembre. El 1945 va ser nomenat acadèmic numerari de la Reial Acadèmia de Medicina i Cirurgia de Palma.